# Friedrich Heinrich Wilhelm von Zollikofer
Friedrich Heinrich Wilhelm von Zollikofer (* 12. Februar 1737 in Lausigk; † 18. November 1798 in Potsdam) war ein preußischer Generalmajor.

## Leben

### Herkunft
Er entstammte der sächsischen Nebenlinie des Schweizer Geschlechts Zollikofer von Altenklingen. Sein Vater war der königlich-polnische und  kursächsische Hauptmann der Garde zu Fuß Friedrich Wilhelm von Zollikofer (* 17. Mai 1699; † 4. Juni 1745, gefallen bei Hohenfriedberg) und dessen Ehefrau Charlotte Henriette, geborene von Netz (* 18. August 1704; † 3. Mai 1767) aus dem Haus Weigelsdorf. Sein Bruder Christian Wilhelm war am 18. Juni 1757 als Junker des Infanterieregiments „von Wied“ bei Kolin gefallen.

### Militärkarriere
Zollikofer kam 1752 in das kursächsische Kadettenkorps in Dresden. Am 22. Februar 1754 wurde er als Kornett in das Leibkürassier-Regiment der sächsischen Armee versetzt. Während des Siebenjährigen Krieges kämpfte er bei der Belagerung Pirnas. Nach der Kapitulation der sächsischen Armee nahm er am 23. Oktober 1756 seinen Abschied, ging am 6. November 1756 in preußische Dienste und kam als Kornett in das Regiment der Gardes du Corps mit Patent vom 3. November 1756. Zollikofer kämpfte in den Schlachten bei Prag, Roßbach, Leuthen, Zorndorf, Liegnitz, Torgau, Burkersdorf und Hochkirch. Am 26. Mai 1762 wurde er zum Leutnant befördert.
Nach dem Krieg wurde er am 7. September 1776 Stabshauptmann. Am 23. Oktober 1778 wurde er Rittmeister sowie Kompaniechef und nahm als solcher 1778/1779 am Bayerischen Erbfolgekrieg teil. Am 27. September 1785 wurde er Major mit Patent vom 28. September 1785, am 20. Mai 1792 Oberstleutnant mit Patent vom 15. Juni 1792. Am 1. Januar 1794 Oberst mit Patent vom 29. Januar 1794 und am 7. Januar 1795 Regimentskommandeur. Am 1. Oktober 1798 erhielt er wegen schwerer Erkrankung seine Demission und dazu eine Pension von 1200 Talern, den Charakter als Generalmajor sowie die Erlaubnis, weiter die Uniform des Regiments zu tragen. Er starb am 18. November 1798 in Potsdam und wurde am 21. November 1798 beigesetzt.

### Familie
Zollikofer heiratete am 31. August 1796 in Potsdam Anna Luise Habeck (* 19. September 1765; † 29. April 1819). Das Paar hatte mehrere Kinder:
- Wilhelm Ludwig (1783–1868), General

⚭ 1811 Elisabeth Christiane Johanne von Borcke (* 30. August 1790; † 1. Dezember 1812)
⚭ 1815 (geschieden) Charlotte Henriette Adelheid Ida von Tschirschky und Bögendorff (* 9. Oktober 1797; † 16. November 1846)
⚭ 1834 Nanny von Meyerinck (* 1. Februar 1811; † 4. Januar 1880), Tochter von Heinrich von Meyerinck
- Heinrich Ludwig (* 26. April 1786; † 21. November 1819), preußischer Fähnrich, später in österreichischen Diensten
- Friedrich Ludwig (* 7. August 1788; † 14. Oktober 1806), gefallen in der Schlacht bei Auerstedt
- Friedrich Heinrich Ludwig (* 30. November 1791; † 13. März 1862), Oberst a. D., 2. Kommandant der Festung Torgau
- Karl Heinrich Ludwig (* 7. Februar 1794; † 16. Mai 1876), Oberst a. D., Kommandant der Festung Pillau ⚭ Adelheid Hagedorn (* 18 Aug 1797; † 22. Februar 1878), Eltern von Deodat von Zollikofer-Altenklingen (1834–1906)
- Ferdinand Heinrich Ludwig (* 30. Januar 1796; † 31. Juli 1810), Kadett in Berlin

Auf Befehl des Königs Friedrich Wilhelm III. erhielt die Witwe für ein Jahr das Gehalt des Generals weiter und danach auch noch Unterstützung.